# Stadion Tekstilka w Ferganie
Stadion Tekstilka – wielofunkcyjny stadion w Ferganie, w Uzbekistanie. Obiekt należał do miejscowej fabryki tekstylnej.